# Brève superbe
Pitta superba
Espèce
Statut de conservation UICN

 EN C2a(i,ii) : En danger
La Brève superbe (Pitta superba) est une espèce de passereau appartenant à la famille des Pittidae.

## Répartition
Cette espèce est endémique de l'île de Manus en Papouasie-Nouvelle-Guinée.